# Оливер, Мэри
Мэри Оливер (англ. Mary Oliver, 1935—2019) — американская поэтесса. Лауреат Пулитцеровской премии 1984 года за поэтический сборник «Американский примитивизм» (American Primitive). Лауреат Национальной книжной премии 1992 года за сборник «Новые и избранные стихотворения» (New and Selected Poems). В 2007 году литературный критик «Нью-Йорк таймс» назвал Оливер далеко всех обошедшей по продаваемости произведений американской поэтессой.

## Биография
Мэри Джейн Оливер родилась 10 сентября 1935 года в Кливленде. После школы поступила в Университет штата Огайо, затем перевелась в Вассар-колледж, однако ни одного из этих заведений так и не окончила. Увлекаясь поэзией, особенно творчеством Эдны Сент-Винсент Миллей (1892—1950), она однажды под влиянием импульса отправилась в Остерлиц (штат Нью-Йорк), где перед смертью проживала знаменитая поэтесса. Она была принята в доме и помогала сестре поэтессы заниматься уходом и приведением в порядок различных бумаг. Там же в Остерлице она встретила свою бессменную спутницу жизни (умерла в 2005 году) Молли Мэлон Кук. Далее они многие десятилетия проживали в Провинстауне (Массачусетс).
Первый сборник стихотворений Мэри Оливер «No Voyage» вышел в 1965 году. В дальнейшем её популярность росла из года в год, принося престижные национальные премии.
Скончалась 17 января 2019 года.